# Traslitterazione del georgiano
Nel febbraio 2002 il Dipartimento di stato di geodesia e Cartografia della Georgia, l'Istituto di linguistica e l'Accademia georgiana delle scienze hanno codificato un sistema di traslitterazione del moderno alfabeto georgiano in caratteri latini.
| Georgiano | Latino |
| --------- | ------ |
| ა         | a      |
| ბ         | b      |
| გ         | g      |
| დ         | d      |
| ე         | e      |
| ვ         | v      |
| ზ         | z      |
| თ         | t      |
| ი         | i      |
| კ         | k'     |
| ლ         | l      |
| მ         | m      |
| ნ         | n      |
| ო         | o      |
| პ         | p'     |
| ჟ         | zh     |
| რ         | r      |
| ს         | s      |
| ტ         | t'     |
| უ         | u      |
| ფ         | p      |
| ქ         | k      |
| ღ         | gh     |
| ყ         | q'     |
| შ         | sh     |
| ჩ         | ch     |
| ც         | ts     |
| ძ         | dz     |
| წ         | ts'    |
| ჭ         | ch'    |
| ხ         | kh     |
| ჯ         | j      |
| ჰ         | h      |